# San Pedro de Atacama
San Pedro de Atacama este un târg și comună din provincia El Loa, regiunea Antofagasta, Chile, cu o populație de 3.899 locuitori (2012) și o suprafață de 23438,8 km2.

## Galerie

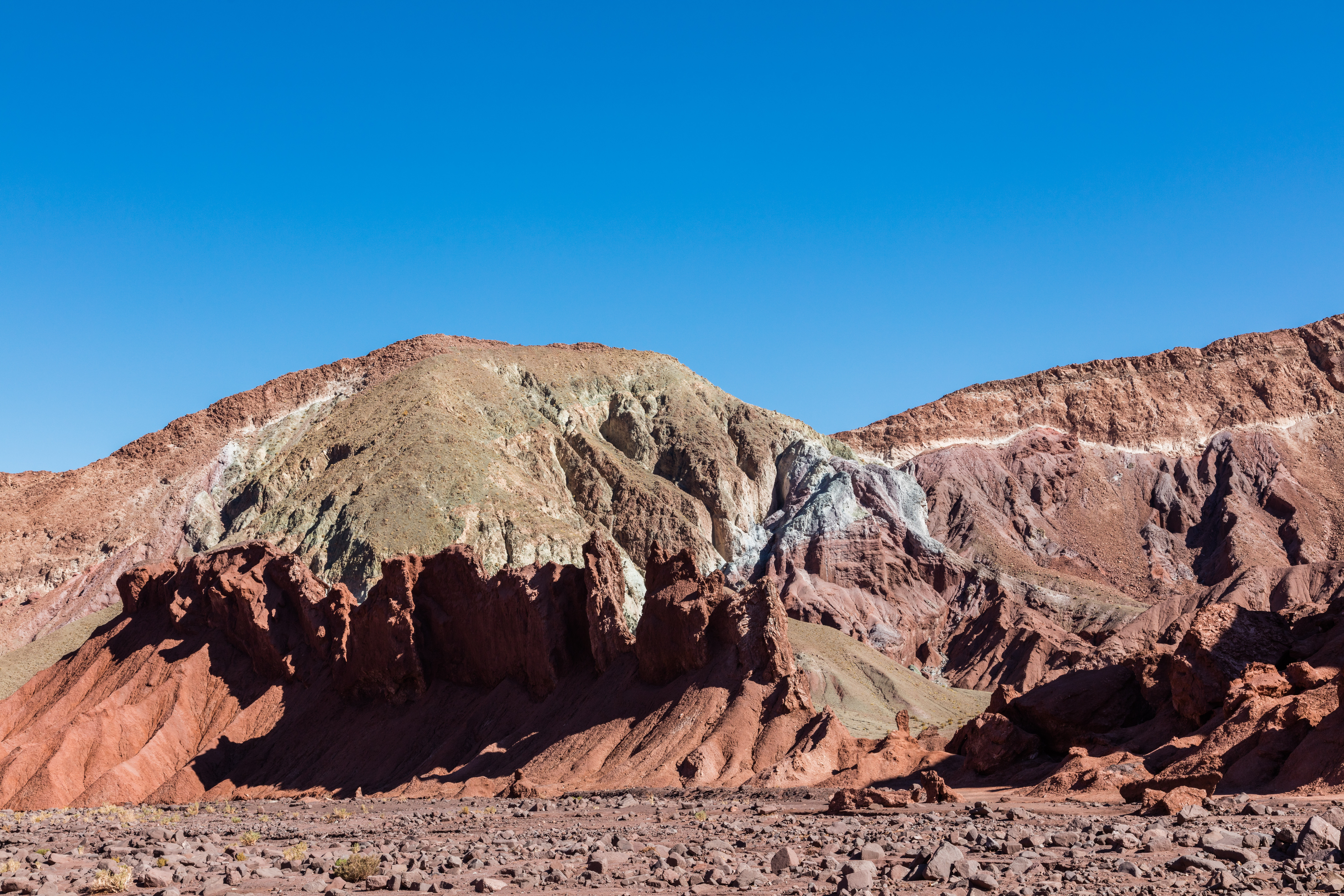
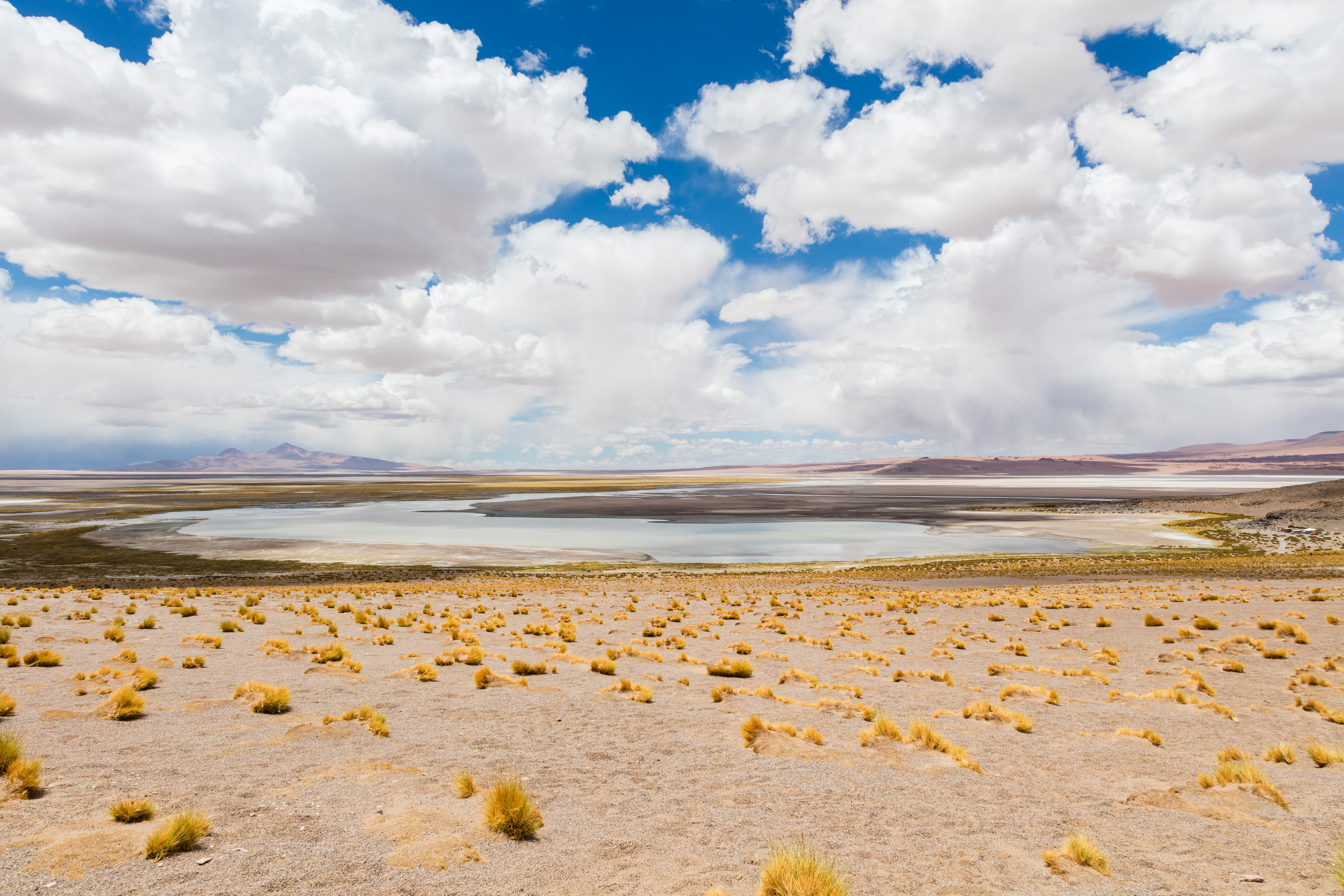
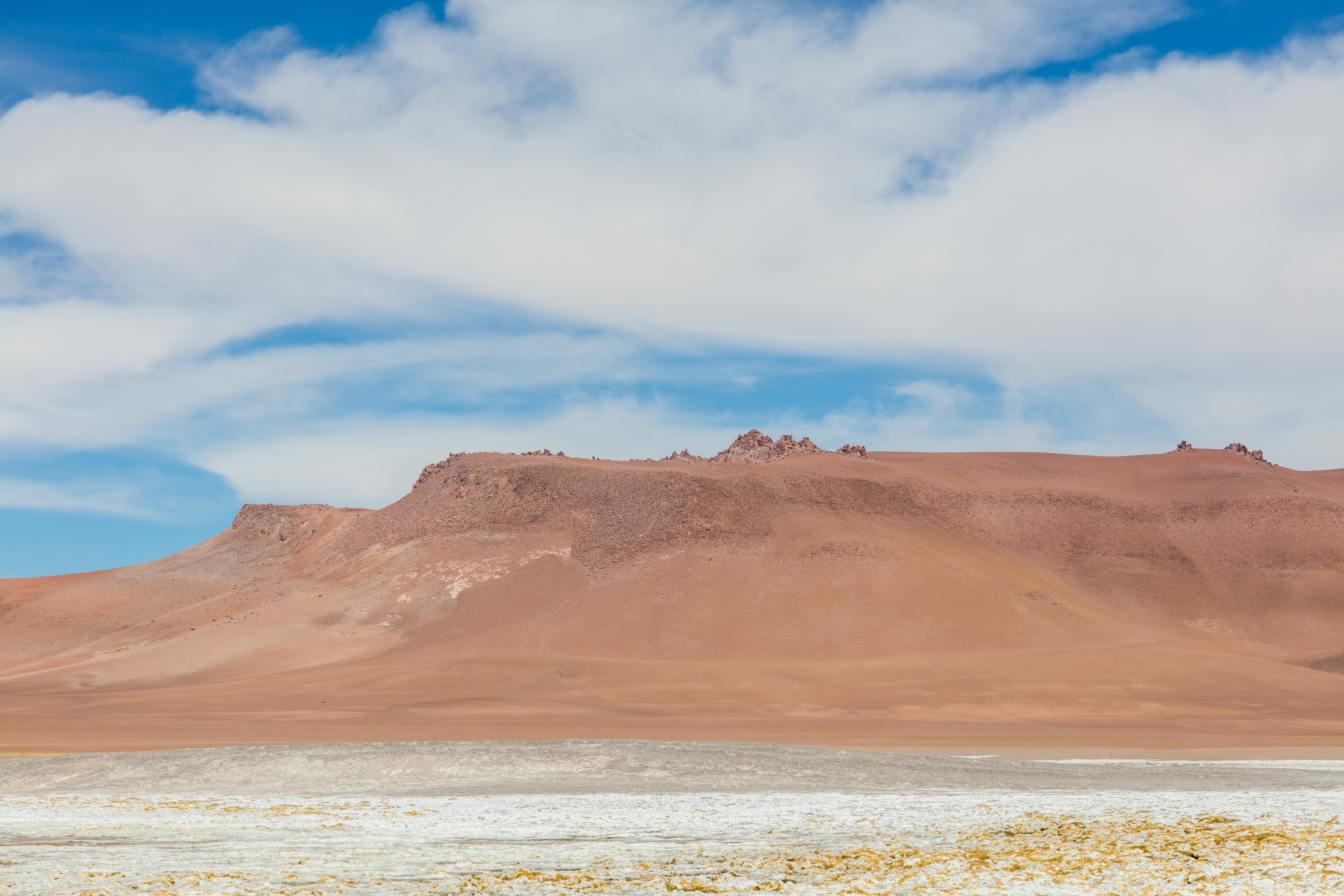
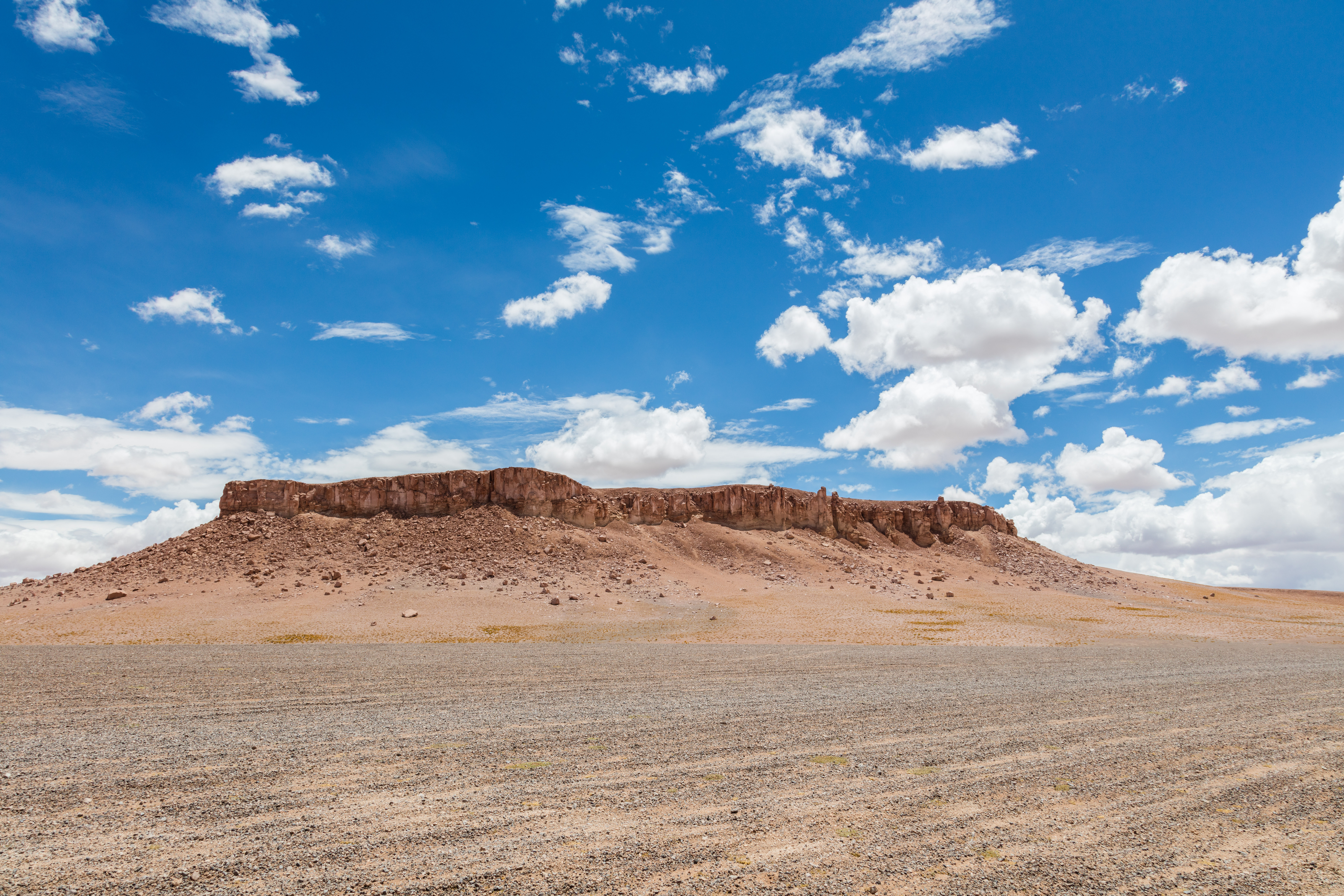
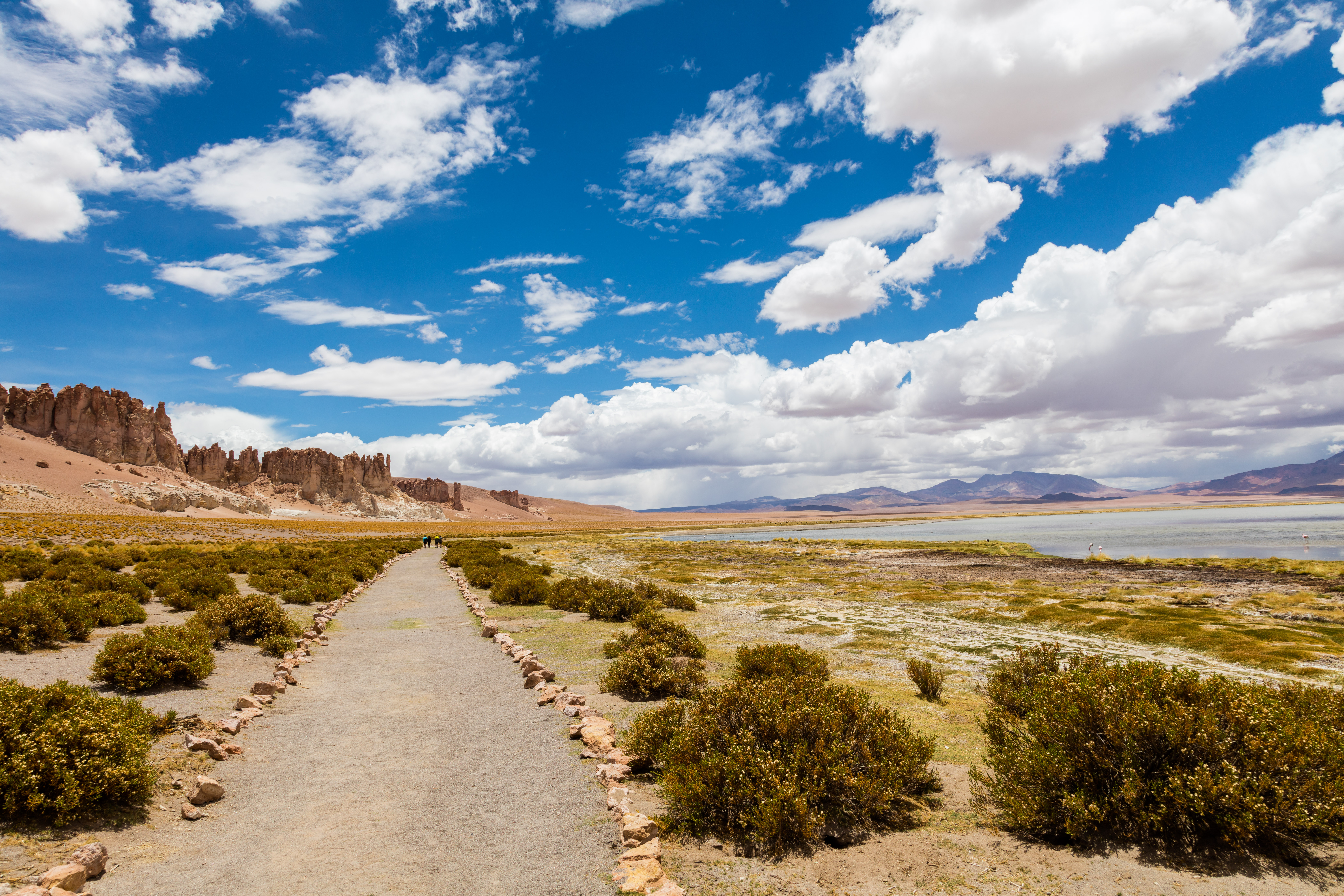
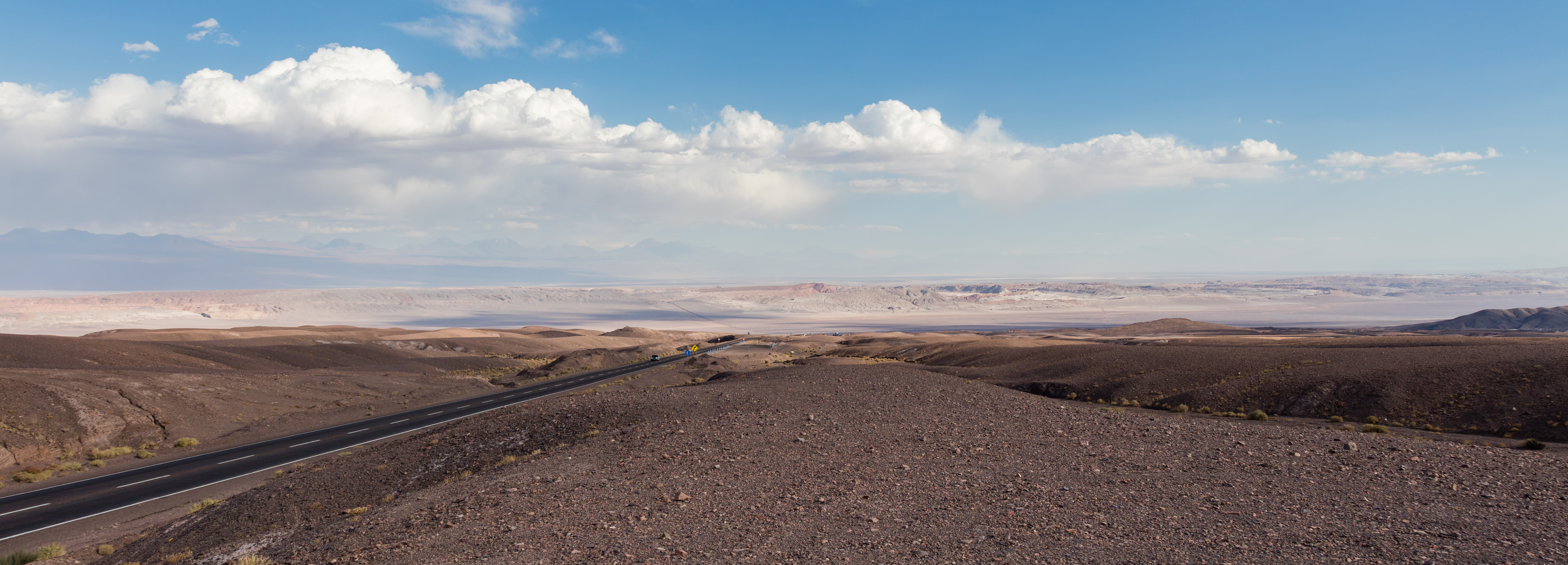